# Jan Křen
Jan Křen (Praga, 22 de agosto de 1930 — Praga, 7 de abril de 2020) foi um historiador, acadêmico e dissidente checo durante a era comunista da Checoslováquia. Especializou-se no estudo das relações checo-alemãs.

## Biografia
Durante a década de 1960, Jan Křen foi um dos primeiros historiadores da Checoslováquia a documentar e investigar a expulsão dos alemães dos Sudetos do país no fim da Segunda Guerra Mundial. Křen foi originalmente membro do Partido Comunista da Checoslováquia de 1949 a 1969, mas foi expulso em 1970 por sua oposição à invasão da Checoslováquia. Foi demitido de seu emprego como professor e foi forçado a trabalhar como trabalhador manual. 
Envolveu-se com o movimento dissidente pró-democracia. Foi um dos signatários fundadores da Carta 77 e começou a realizar uma série de seminários subterrâneos que são realizados secretamente em apartamentos e universidades.
Co-fundou a revista de estudos históricos Samizdat. Nos anos 80, publicou um de seus livros mais conhecidos, Comunidades em Conflito. Checos e Alemães de 1780 a 1918, através de seus próprios 68 editores, um editor clandestino ilegal. O livro foi posteriormente publicado na Alemanha. 
Em 1989, fundou o Instituto de Estudos Internacionais da Universidade Charles e foi seu primeiro diretor. Também co-fundou e presidiu a Comissão Checo-Alemã de Historiadores e participou do Fundo Checo-Alemão do Futuro. Foi professor visitante em universidades alemãs em Berlim, Bremen e Marburgo. 
O Presidente da Alemanha concedeu a Jan Křen a Ordem do Mérito da República Federal da Alemanha em 2000. Em 2002, o Presidente da Chéquia, Václav Havel, também assinante da Carta 77, concedeu a Křen a Medalha de Mérito. Também ganhou o prêmio do livro Magnésia Litera 2006 de melhor livro educacional para “Dois Séculos da Europa Central”. 

## Morte
Acredita-se que Křen tenha contraído a COVID-19 na casa de repouso onde morava no distrito de Michle, em Praga, no fim de março de 2020. Morreu da doença no hospital Na Bulovce, em Praga, em 7 de abril de 2020, aos 89 anos, durante a pandemia de COVID-19 na Chéquia.

## Prêmios
- Medalha Goethe (1996)
- Ordem do Mérito da República Federal da Alemanha (2000)[2]
- Medalha do Mérito da Chéquia (2002)[1]
- Prêmio Magnésia Litera de Livro Educacional do Ano (2006)

## Obras publicadas
- Konfliktní společenství (1986)
- Bílá místa v našich dějinách? (1990)
- Historické proměny Češství (1992)
- Die Konfliktgemeinschaft: Tschechen und Deutsche 1780-1918 (1996)
- Geteilte Erinnerung: die deutsch-tschechischen Beziehungen und die sudetendeutsche Vergangenheit (2008)
- Historik v pohybu, (2013)
- Dvě století střední Evropy (2005)
- Čtvrt století střední Evropy: Visegrádské země v globálním příběhu let 1992–2017 (2019)